# Tên tôi là Kim Sam Soon
Nàng Kim Sam Soon dễ thương (tiếng Hàn: 내 이름은 김삼순, Nae I-reum-eun Kim Sam-soon, hay Tên tôi là Kim Sam-Soon) là bộ phim của hãng MBC (Hàn Quốc) sản xuất vào năm 2005. Bộ phim là một thành công rực rỡ ngay từ tập đầu tiên và đã thu hút đến hơn 50% khán giả Hàn Quốc ở tập cuối.

## Cốt truyện
Câu chuyện kể về một cô gái bụ bẫm 30 tuổi tên là Sam Soon (Kim Sun Ah đóng). Cô đã học một năm làm bánh tại Pháp. Sau khi bị bồ đá cô xin được việc làm ở một nhà hàng của chàng giám đốc nhà giàu tên là Hyun Jin Heon (Huyn Bin đóng). Là một cô gái bộc trực thẳng thắn, cá tính của Sam Soon và Jin Heon đã không hợp nhau ngay ngày đầu tiên.
Jin Heon có một mối tình đầu với một người tên là Yoo Hee Jin và đang buồn bực về chuyện tình cảm. Trong khi ấy mẹ Jin Heon luôn thúc hối anh lập gia đình. Vì muốn bà mẹ khỏi lúc nào cũng kèo nhèo, và vì tin chắc mình và Sam Soon không thể nào thương nhau được, Jin Heon đã đề nghị Sam Soon giả vờ làm bồ của mình theo hợp đồng.
Một thái độ đùa với lửa mà mong không làm ai bị tổn thương thì cũng khó. Cả Jin Heon và Sam Soon đều cảm nhận được một bài học giúp tâm hồn họ trưởng thành hơn một bậc. Đối với Sam Soon thì bài học ấy được đúc kết trong những câu thơ cô đọc ở một trạm xe buýt:
| Hãy nhảy múa như không ai nhìn thấy.     |
| Hãy hát ca như không có ai nghe.         |
| Hãy làm việc như không vì tiền bạc.      |
| Hãy yêu như chưa bị ai phụ rẫy.          |
| Hãy sống hôm nay như ngày cuối cuộc đời. |

Đó là cách nói khác của ý sau đây: "Dù cuộc sống có làm bạn khổ đau tới mức nào, tình yêu có làm bạn òa khóc, nhưng bạn hãy sống thật mạnh mẽ".

## Sản xuất
Nhiều nhà bình luận cho rằng sự thành công vượt bực của bộ phim là nhờ đề tài xoay quanh một cô gái mập mạp và quá thời. Một số rất đông phái nữ thường có mặc cảm mình mập và thua kém về mặt tài sắc, nên họ rất cảm thông với hoàn cảnh của Kim Sam Soon, một đấu thủ bước vào đấu trường tình cảm với trang bị vũ khí hoàn toàn thua thiệt. Trong các chuyện thần tiên trước, như chuyện Cô bé lọ lem, nhân vật nữ dù nghèo nhưng còn có vốn liếng nhan sắc để chinh phục chàng hoàng tử bạch mã. Còn Kim Sam Soon thì thật mất cả chì lẫn chài: vừa nghèo, vừa không đẹp, vừa dốt lại vừa không dịu dàng. Kim Sam Soon không còn là một nhân vật cổ tích nữa mà là một người sống rất thật ngoài đời. Người xem cảm thấy gần gũi với cô và thấy cô cũng giống mình. Họ tò mò không biết cô có làm nên cơm nên cháo gì không. Họ chỉ còn biết hy vọng và chúc cho cô may mắn.
Người mẫu Kim Sun Ah khi đóng bộ phim này phải tăng cân lên hơn 7 kg. Hình tượng và cá tính Sam Soon khiến nhiều người cho rằng nhân vật này là phiên bản Hàn Quốc của nhân vật Bridget Jones của nước Anh.
Tại Việt Nam, phim được trình chiếu trên Đài phát thanh và truyền hình Hà Nội từ ngày 9 tháng 7 năm 2006.

### Diễn viên
- Kim Sun Ah (김선아 / 金宣兒 / Kim Tuyên Nhi) vai Kim Sam-soon (김삼순 / 金三珣 / Kim Tam Thuận)
- Hyun Bin (현빈 / 玄彬 / Huyền Bân) vai Hyun Jin-heon (현진헌 / 玄真賢 / Huyền Chân Hiền)
- Jung Ryu Won (정려원 / 鄭麗媛 / Trịnh Lệ Viện) vai Yoo Hee-jin (유희진 / 俞熙真 / Du Hi Chân)
- Daniel Henney (다니엘 헤니 / Đan Ni Nhĩ Hải Ni) vai Dr. Henry Kim (헨리 킴 / 亨利 金 / Hưởng Lợi Kim)
- Lee Kyu Han (이규한 / 李奎翰 / Lý Khuê Hàn) vai Min Hyun-Woo (민현우 / 閔賢佑 / Mẫn Hiền Hữu)
- Kim Ja-ok (김자옥) vai Park Bong-Sook (박봉숙, mẹ của Sam-soon)
- Lee Ah Hyun (이아현) vai Kim Yi-Young (김이영, chị của Sam-soon)
- Na Moon Hee (나문희) vai Na Hyun-Sook (나현숙, mẹ của Jin-heon)
- Seoh Ji Hee (서지희) vai Hyun Mi-Joo (현미주, cháu gái của Jin-heon)
- Yoon Ye Hee (윤예희) vai Yoon Hyun-Sook (윤현숙, thư ký của mẹ Jin-heon)
- Lee Yoon Mi (이윤미) vai Jang Chae-Ri (장채리, vị hôn thê của Min Huyn-Woo)
- Yeo Woon-kay (여운계) vai Ms. Oh (오 여사, Bà Ngô, quản lý nhà hàng)
- Kwon Hae Hyo (권해효) vai Lee Hyun Moo (현무, đầu bếp trưởng)
- Han Yeo Won (한여운) vai Lee In-Hye (이인혜, thợ làm bánh tập sự)
- Kim Hyun Jung (김현정) vai Jang Young-Ja (장영자, đội trưởng nhân viên phục vụ)
- Kim Seong-gyeom (김성겸) vai giám đốc khách sạn(호텔 사장)
- Kim Ki Bang (김기방) vai Ki Bang (đầu bếp phụ)
- Won Jong Rye (원종례) vai mẹ của Jang Chae-Ri

### Ban sản xuất
- Giám đốc sản xuất: Kim Sa Hyun
- Đạo diễn: Kim Yoon Chul (김윤철)
- Biên kịch: Kim Do Woo (김도우)

## Giải thưởng
Giải thưởng Liên hoan hoan Baeksang thứ 42: 
- Phim hay nhất, Tên tôi là Kim Sam-Soon
- Kịch bản hay nhất, Kim Do Woo
- Cặp đôi được ái mộ nhất, Hyun Bin và Kim Sun Ah
- Dàn diễn viên hay nhất, Tên tôi là Kim Sam-Soon

Giải thưởng MBC 2005: 
- Diễn viên mới triển vọng, Daniel Henney
- Cặp đôi được ái mộ nhất, Hyun Bin và Kim Sun Ah
- Cặp đôi diễn hay nhất, Hyun Bin và Kim Sun Ah
- Diễn viên xuất sắc, Jeong Ryeo Won
- Diễn viên nam xuất sắc nhất: Hyun Bin
- Diễn viên nữ xuất sắc nhất: Kim Sun Ah
- Giải thưởng cao quý toàn diện, Kim Sun Ah

Giải thưởng Liên hoan Kịch nghệ Seoul 2006:
- Phim bộ hay nhất, Tên tôi là Kim Sam-Soon

## Phiên bản khác
Phiên bản Philippin 2008 tựa Ako si Kim Samsoon với Regine Velasquez và Mark Anthony Fernandez.
Phiên bản Thái Lan 2020 tựa My name is Bussaba / Tên tôi là Bussaba với Namthip Jongrachatawiboon và Thanapat Kawila đài One 31. Phim được phụ đề trên FPT Play, phát song song với Trung Quốc.